# Mohammed ben Abdallah Al Rachid
Mohammed ben Abdallah, né en 1872 et mort en 1897 (en arabe : محمد بن عبدالله) est le cinquième émir de Haïl de la dynastie Al Rachid. Fils du premier émir, Abdallah ben Rachid, il accède au pouvoir en 1872 en tuant son neveu Bandar ben Talal. Pour éviter toute revanche, il fait tuer tous les frères de celui-ci, les autres fils de Talal ben Abdallah (seul Naïf échappe au massacre). Sous son règne, l'émirat de Haïl s'agrandit : en 1887, il occupe le Nejd et l'annexe en 1891, contraignant à l'exil le dernier émir du deuxième État saoudien, Abderrahmane ben Fayçal ben Tourki Al Saoud, père du futur roi Abdelaziz qui reprendra Riyad en 1902 et créera l'Arabie saoudite moderne en 1932.